# Edwin McKim
Edwin McKim, nato Samuel Edwin McKim (31 ottobre 1868 – 31 marzo 1942), è stato un regista, sceneggiatore e attore statunitense del cinema muto.
McKim lavorò alla Lubin Manufacturing Company, dirigendo una quarantina di pellicole, sceneggiandone più di trenta e apparendo un paio di volte sullo schermo come attore. Nella sua carriera, produsse anche un film. Il regista è conosciuto soprattutto per essere stato il padre dell'attrice Ann Dvorak, nata dal suo matrimonio con Anna Lehr. Dopo il divorzio dei genitori, avvenuto nel 1920, l'attrice non vide più suo padre per quattordici anni fino a quando non riuscì a rintracciarlo dopo una lunga ricerca.
Mc Kim morì a Filadelfia il 31 marzo del 1942.

## Filmografia

### Regista
- Should a Woman Divorce? (1914)
- Love and Swords
- Romance in a Beanery
- Cutting Down Expenses
- Playing in Tough Luck
- Up Against It
- Half a Million
- An Accident Policy
- Limberger's Victory
- Which Is Which? (1915)
- Playing the Same Game
- The Great Detective (1915)
- Otto's Cabaret
- This Isn't the Life
- His Lordship (1916)
- A Bath Tub Mystery (1916)
- Fooling Uncle (1916)
- The New Janitor (1916)
- The Butler (1916)
- Otto the Soldier
- The Fatal Bean
- Otto the Bellboy
- Frocks and Frills
- Germs and Microbes
- The Buckshot Feud
- Skirts and Cinders
- Otto the Artist
- Otto the Hero
- Trilby Frilled
- Otto the Reporter
- Otto the Cobbler
- Otto's Legacy
- No Place Like Jail (1916)
- Otto the Traffic Cop
- Otto's Vacation
- Otto the Sleuth
- Otto, the Salesman
- Otto, the Gardener (1916)

### Sceneggiatore
- Love and Swords
- Romance in a Beanery
- Cutting Down Expenses
- Playing in Tough Luck
- Up Against It
- Half a Million
- An Accident Policy
- Limberger's Victory
- Which Is Which?, regia di Edwin McKim (1915)
- Playing the Same Game
- The Great Detective, regia di Edwin McKim (1915)
- Otto's Cabaret
- A Bath Tub Mystery, regia di Edwin McKim (1916)
- Fooling Uncle, regia di Edwin McKim (1916)
- The Butler (1916)
- Otto the Soldier
- The Fatal Bean
- Otto the Bellboy
- Frocks and Frills
- Germs and Microbes
- The Buckshot Feud
- Skirts and Cinders
- Otto the Artist
- Otto the Hero
- Trilby Frilled
- Otto the Reporter
- Otto the Cobbler
- Otto's Legacy
- No Place Like Jail, regia di Edwin McKim (1916)
- Otto the Traffic Cop
- Otto's Vacation
- Otto the Sleuth
- Otto, the Salesman
- Otto, the Gardener, regia di Edwin McKim (1916)

### Attore
- Oliver Twist (1912)
- The Barber Shop Feud, regia di Phillips Smalley (1914)

### Produttore
- A Bath Tub Mystery, regia di Edwin McKim (1916)